# Kunersdorf Försterei
Kunersdorf Försterei ist ein Wohnplatz der Gemeinde Seddiner See im Landkreis Potsdam-Mittelmark im Land Brandenburg.

## Geografische Lage
Der Wohnplatz liegt am nördlichen Ufer des Kleinen Seddiner Sees. Nordwestlich befindet sich der Ortsteil Neuseddin, südwestlich der Ortsteil Seddin sowie südöstlich der Ortsteil Kähnsdorf. Nordwestlich grenzt die Gemeinde Michendorf an den Wohnplatz an.

## Geschichte und Etymologie
Das Vorwerk und Forstetablissement Cunradstorf, Cunratstorff, Cunratstorp erschien erstmals im Jahr 1375 im Landbuch Karls IV. und lag zu dieser Zeit auf einer wüsten Feldmark nordnordöstlich von Beelitz. Auf der zwölf Hufen großen Gemarkung lebten zu dieser Zeit sieben Kossäten. Es gehörte vor 1375 der Familie von Kager, die die Ober- und Untergerichtsbarkeit hielt, und kam bis 1447 in den Besitz der Familie Schere. 
1447 verkaufte Otto Schere die wüste Dorfstätte (dy wuste dorffstede Kunrestorff by der lynewicz gelegen) für 80 Schock Groschen an das Prämonstratenserstift St. Marien auf dem Harlungerberg bzw. dessen Propst Johann Heyse. Zu diesem Besitz gehörten auch die Fischereirechte im Seddiner See sowie ein Hof in Seddin mit vier Hufen und die Abgaben von neun Kunersdorfer Hufen, die von Bauern in Wildenbruch und Michendorf bewirtschaftet wurden. Mit der Säkularisation des Stifts 1543 gelangte die Feldmark in kurfürstlichen Besitz. Im Jahr 1541 bestand in Constorff eine Schäferei. Das Dorf kam von 1549 bis nach 1552 in den Pfandbesitz Anton von Warburgs (Warberg) und wurde anschließend vom Amt Saarmund bis 1826 verwaltet. Der Pfarrer aus Wildenbruch bekam zu dieser Zeit im Jahr 1575 von der Schäferei sechs Scheffel Roggen, der Küster vier Brote. Das Vorwerk und die Oberförsterei waren nach Seddin eingekircht. Eine durchgehend dokumentierte Anzahl der Hufner und besitzlosen Einwohner (soweit schosspflichtig) ergab sich aus dem Schosskataster der Mittelmark von 1624. Demzufolge lebten in Kunersdorf der Pachtschäfer und eine nicht weiter spezifizierte Anzahl an Knechten. Ein Jahr später bestand die Feldmark Kunersdorf einschließlich einer Heide aus 20 Hufen. Zehn dieser Hufen wurden aus dem Vorwerk bewirtschaftet, die anderen waren an die von Rochow aus Wildenbruch verpachtet. An diesen Eigentumsverhältnissen änderte sich über viele Jahrzehnte zunächst nichts. Im Jahr 1745 war ausweislich der Spezifikation der Dörfer und Städte der Kurmark ein Teerofen entstanden. Im Jahr 1757 war das Vorwerk 387 Morgen (Mg) 150 Quadratruten (QR) groß, darunter 296 Mg 37 QR Acker, 87 Mg 148 QR Wiesenwachs und 3 Mg 145 QR Gärten. Im Vorwerk wurden zehn Kühe, fünf Stück Güstevieh sowie 500 Schafe gehalten. Die Bauern betrieben weiterhin eine Schweine- und Federviehzucht. Die Beschreibung sämtlicher Städte (Angaben von 1768) und Dörfer der Kurmark von 1772 verzeichnete für Kunersdorf lediglich das Vorwerk. Zur Gemarkung gehörten im Jahr 1786 auch die Kunersdorfsche Hohe Heide, der Salzbrunn sowie das Saarmundsche und Zauchwitzsche Revier – allesamt Waldflächen mit einer Gesamtfläche von stattlichen 15508 Mg 33 QR. Mittlerweile wurden 3377 Stück Rindvieh, 1153 Pferde und 6762 Schafe gehalten.
Im Jahr 1801 gab es nach Bratring im Dorf das Amtsvorwerk mit Forsthaus und Oberförster sowie einigen Einliegern. Sie betrieben drei Feuerstellen (=Haushalte). Im Jahr 1826 übernahm das Amt Potsdam die Verwaltung des Dorfes. Das Ortschaftsverzeichnis von 1858 verzeichnete ein Chausseehaus, ein öffentliches und zwei Wirtschaftsgebäude sowie die Oberförsterei mit einem Wohn- und drei Wirtschaftsgebäuden. Der Gutsbezirk Kunersdorf bestand in dieser Zeit im Jahr 1837 mit dem Wohnplatz Mühlenteich und im Jahr 1861 mit der Oberförsterei Kunersdorf, den Schutzbezirken Seddin, Schmerberg nebst Forsthaus Schmerberg, Flottstelle nebst Forsthaus Flottstelle, Caputh nebst Forsthaus Caputh, Forstaufseherhaus Lienewitz und Wohnhaus im Anschluss des Hauses Lienewitz sowie Forstaufseherhaus Saugarten. Acht Jahre später wurde diesem Gutsbezirk der ehemalige fiskalische Forstteil nebst Forsthaus Salzbrunn mit 516 Mg der Landgemeinde Salzbrunn einverleibt. Der Gutsbezirk bestand in den Jahren 1871 mit dem Wohnplatz Chausseehaus, ebenso 1871, 1885 und 1895. Im Jahr 1900 gab es in Kunersdorf insgesamt 13 Häuser. Im Jahr 1905 bestand der Gutsbezirk mit den Wohnplätzen Forsthaus Schmerberg, Forsthaus Flottstelle, Forsthaus Caputh, Forsthaus Saugarten-Haus, Forsthaus Lienewitz. Im Zuge der Vereinigung mit der Gemeinde Neuseddin wurden im Jahr 1928 zahlreiche Parzellen aus den Gemeinden Michendorf, Caputh und Wilhelmshorst eingemeindet. Dort bestand im Jahr 1957 der Wohnplatz Kunersdorf Försterei. Im Jahr 1973 bestand auf der Feldmark die Revierförsterei Seddin-Kunersdorf.